# Un roman français
Un roman français est un roman autobiographique de Frédéric Beigbeder publié le 19 août 2009 aux éditions Grasset et ayant reçu le prix Renaudot la même année.

## Historique et polémique
Le 28 janvier 2008 à Paris, Frédéric Beigbeder et un ami, l'écrivain Simon Liberati, sont surpris, penchés sur le capot d'une voiture, par une patrouille de police peu après 3 heures du matin dans le 8e arrondissement de Paris. Dans les poches de l'écrivain, la police trouve deux sachets contenant l'équivalent de 2,6 grammes de cocaïne. Déférés au parquet de Paris devant le procureur de la République de Paris, Jean-Claude Marin, qui leur assigne une injonction thérapeutique, ils sont relâchés le surlendemain. Cet épisode est à l'origine d'une polémique impliquant Jean-Claude Marin qui est, en effet, placé « en détention non provisoire » au chapitre 27 de Un roman français de Frédéric Beigbeder. Invoquant la peur des conséquences judiciaires, l'éditeur Grasset demande à l'écrivain de retirer certains passages du livre,.
Ce roman a remporté le prix Renaudot le 2 novembre 2009 au 5e tour de scrutin par sept voix contre une à trois autres romans. À cette occasion, Frédéric Beigbeder remercie ironiquement Jean-Claude Marin pour l'avoir mis en garde à vue[réf. nécessaire].
Avec 200 000 exemplaires, c'est le douzième roman le plus vendu de 2009.

## Résumé
À la suite de son interpellation pour consommation de cocaïne sur la voie publique à la sortie d'une boite de nuit dans la nuit du 28 janvier 2008, Frédéric Beigbeder est placé en garde à vue au commissariat du 8e arrondissement de Paris. Durant cette première nuit, qu'il supporte très mal, il tente de lutter contre sa claustrophobie en se promettant d'écrire un livre et tâche de retrouver ses souvenirs, en particulier ceux de son enfance. Malgré sa difficulté à y parvenir, il réussit à retracer les origines de sa famille, la rencontre de ses parents à Guéthary au pays basque d'où est issue la famille Beigbeder, leur divorce rapide après quelques années de vie commune à Neuilly-sur-Seine, sa vie avec son frère Charles Beigbeder (tout à la fois frère-ennemi dont il fait tout pour se démarquer et frère-adoré), son enfance partagée entre les maisons de sa mère (rue Monsieur-le-Prince puis rue de La Planche), où il vit son petit quotidien de jeune garçon, et celle de son père (rue Maître-Albert) où il croise, totalement ébloui, la jet-set parisienne des années 1970.
Alors que sa garde à vue se prolonge contre toute attente une seconde nuit sur décision du procureur de Paris Jean-Claude Marin, il se voit transféré au dépôt de la Préfecture de Police de Paris et là découvre une situation et des conditions de détention qu'il ne croyait pas possibles. Pris de bouffées d'angoisse, il s'astreint autant que possible à ce que sera son futur livre, et s'interroge alors sur son propre divorce et ainsi que sur les relations qu'il a avec sa fille, Chloé, qui découvre son père comme un nouveau Barbe bleue.

## Éditions
- Un roman français, éditions Grasset, 2009  (ISBN 978-2246734116).
- Un roman français, préface de Michel Houellebecq, Le Livre de poche, 2010,  (ISBN 978-2253134411).